# Gustaf Nilsson (Fußballspieler, 1997)
Gustaf Nilsson (* 23. Mai 1997 in Falkenberg) ist ein schwedischer Fußballspieler. Aktuell steht der Mittelstürmer in Belgien beim FC Brügge unter Vertrag.

## Karriere
Nilsson begann seine Karriere beim schwedischen Fußballklub Falkenbergs FF, bei dem er bereits in der Jugend spielte. Im Januar 2016 unterschrieb er beim dänischen Fußballklub Brøndby IF. Am 5. März 2017 bestritt er sein erstes Spiel in der höchsten dänischen Spielklasse bei der 2:3-Niederlage gegen Nordsjaelland. Sein erstes Tor schoss er beim 1:1 am 30. April 2017 gegen SönderjyskE. 2017 wurde er an Silkeborg IF verliehen. Am 16. Juli kam er gegen Lyngby BK zu seinem ersten Einsatz für seinen neuen Klub. Gegen Aarhus GF schoss er am 31. Juli sein erstes Tor für Silkeborg. Im Jahr 2018 wechselte er zu Vejle BK. Gegen Hobro IK kam er am 13. Juli zu seinem ersten Einsatz.
Im Jahr 2019 schloss er sich dem schwedischen Fußballverein BK Häcken an. Am 18. August kam er beim 2:1-Sieg gegen Örebro SK zu seinem ersten Einsatz. 2020 wurde er zurück an seinen Jugendklub Falkenbergs FF verliehen.
Nach 6 Spielen wechselte er im Januar 2021 in die dritte Liga und schloss sich dem SV Wehen Wiesbaden an. Gegen den SC Verl absolvierte er am 23. Januar beim 2:2 sein erstes Drittligaspiel. Am 7. Februar schoss Nilsson dann seinen ersten Treffer für den neuen Klub beim 3:1-Sieg gegen Türkgücü München und zum Saisonende gewann er außerdem den Hessenpokal.
Ende Juli 2022 wechselte er nach dem 1. Spieltag der 3. Liga in der Saison 2022/23 zum belgischen Erstdivisionär Royale Union Saint-Gilloise und unterschrieb dort einen Vertrag mit einer Laufzeit von drei Jahren, mit der Option der Verlängerung um ein weiteres Jahr. Aufgrund einer Muskelverletzung wurde er dort er erst Mitte August 2022 eingesetzt. Er bestritt 30 von 39 möglichen Ligaspielen, in denen er fünf Tore schoss, fünf Pokalspiele mit drei Toren und neun Spiele in der Europa League mit zwei Toren. In der Saison 2023/24 waren es 35 von 40 möglichen Ligaspielen, in denen er 16 Tore schoss, zehn Spiele im Europapokal mit einem geschossenen Tor und vier Pokalspiele, die mit dem Gewinn des belgischen Pokals endeten.
Mitte Juli 2024 wechselte er zum belgischen Meister des Vorjahres, dem FC Brügge, bei dem er einen Vertrag bis zum Ende der Saison 2027/28 unterschrieb. In seiner ersten Saison bestritt er 29 von 40 möglichen Ligaspielen für Brügge, in denen er neun Tore schoss, sowie fünf Pokalspiele und sieben Spiele in der Champions League mit jeweils einem geschossenen Tor. Erneut wurde er, diesmal mit Brügge, belgischer Pokalsieger.

### Nationalmannschaft
Von 2015 bis 2018 absolvierte Nilsson insgesamt 13 Partien für diverse schwedische Jugendauswahlen und erzielte dabei vier Treffer. Sein Debüt für die schwedische A-Nationalmannschaft gab er dann am 7. Januar 2018 im Freundschaftsspiel gegen Estland. Am 11. Januar 2018 gelang ihm sein erstes Tor für die schwedische Nationalmannschaft zum 1:0-Sieg im Freundschaftsspiel gegen Dänemark.

## Erfolge
- Hessenpokalsieger: 2021
- Belgischer Pokalsieger: 2023/24, 2024/25